# David Chaytor
David Michael Chaytor, född 3 augusti 1949, är en brittisk Labourpolitiker. Han var parlamentsledamot för Bury North från valet 1997 till 2010. Han röstade mot regeringen i frågan om privatisering av NATS (National Air Traffic Services).